# Francesco Clementini
Francesco Clementini (Spoleto, 12 novembre 1973) è un ex calciatore italiano, di ruolo centrocampista.

## Carriera
Tra il 1989 ed il 1994 ha giocato con il Faenza, prima nel Campionato Interregionale e poi nel Campionato Nazionale Dilettanti (nuova denominazione dell'Interregionale), per un totale di 106 presenze e 15 reti in incontri di campionato. Successivamente si è trasferito con la Ternana, con cui ha trascorso una stagione ancora nel Campionato Nazionale Dilettanti e successivamente una stagione in Serie C2, categoria nella quale durante la stagione 1996-1997 ha messo a segno 8 reti in 27 partite di campionato con la maglia del Fano. 
Dal 1997 al 1999 ha giocato in Serie B con il Monza, per un totale di 46 presenze e 5 reti in incontri di campionato con la maglia del club brianzolo. Nella stagione 1999-2000 è rimasto in Lombardia, retrocedendo dalla Serie C1 alla Serie C2 con la Cremonese; in seguito ha giocato in terza divisione anche con le maglie di Spezia, Arezzo ed Alzano Virescit. Nella stagione 2003-2004 ha invece vinto un campionato di Serie D con i bolognesi del Castel San Pietro, con cui in seguito ha anche giocato per una stagione in Serie C2. Infine, nella stagione 2005-2006 ha giocato nuovamente in Serie C1, realizzandovi 2 reti in 29 presenze con la maglia del Ravenna.

## Palmarès

### Club

#### Competizioni nazionali
- Serie D: 1

Castel San Pietro: 2003-2004 (girone D)